# Bob Johnson
Robert Emmerson Oliver "Bob" Johnson (25 oktober 1911 - 5 maart 1982) was een Engelse voetballer die in de centrale verdediging speelde.